# 40%, 40%, 20%
40%, 40%, 20% es el décimo episodio de la tercera temporada de la serie Teen Titans Go!, emitido originalmente el 21 de octubre de 2015. En el episodio, se revela que los poderes de Cyborg no provienen de sus partes de robot, sino de su canción favorita. En esta serie comúnmente se ven reseñas mixtas, ya sean de críticos o de fanáticos de la serie de 2003. Sin embargo, este episodio obtuvo elogios.

## Sinopsis
El capítulo comienza con Cyborg, que está sincronizando y bailando su canción favorita, "The Night Begins to Shine" (compuesta por la banda B.E.R.), en frente de todos los titanes, y ellos le piden que pare. Robin consigue su atención. Starfire le dice que deben hablar de la canción, mientras que Raven le dice que el escucha esa canción todos los días, varias veces. Cyborg dice que lo hace porque lo enloquece. Chico Bestia le pregunta de que hay de especial en la canción, y el responde que en ese casete esta la mejor canción jamás escrita, "The Night Begins to Shine", que fue escrita en un 40% por Carl Burnett, otro 40% por Franklin Enea y un 20% por William J. Reagan, y que cuando el escucha la canción, todo es posible. Después se aleja poniendo otra vez la canción.
Más tarde, todos los titanes, excepto Cyborg, están en el comedor quejándose de aburrimiento. Después llega Cyborg felizmente escuchando la canción, y les pregunta que hacen. Starfire dice que están aburridos. Cyborg les dice que cuando él esta aburrido, escucha The Night Begins to Shine. Robin dice que han escuchado esa canción cientos de veces y que no funcionara para ellos. Cyborg les dice que la escuchen con el corazón, pero Raven le admite que no funcionara. Inesperadamente, ella empieza a mover su cuerpo al ritmo de la canción, y se pregunta por qué lo hace. Cyborg le dice en broma: "Es el aburrimiento tomándose unas vacaciones temporales" y procede a decir uno más, para el aburrimiento: "Te veo en 3 minutos, aburrimiento". Chico Bestia al parecer también le ocurre lo mismo, pero este lo sincroniza, y se pregunta por qué lo hace si no se sabe la letra.
De repente, se teletransportan a un universo de Rock, con una animación diferente y con sus apariencias cambiadas a, al parecer, unas Rock Stars. Este era el mundo en el que Cyborg había dicho. Robin se asusta, pero Cyborg los monta en tipo de vehículo eléctrico, mientras lo acompaña un águila dorada y un caballo metálico, y de fondo de pantalla un lobo.
Sin embargo, Robin detiene la canción, y le dice que deben hablar. Chico Bestia le dice que debe escuchar otras canciones y Raven le dice que debe tomarse un descanso con eso. Cyborg acepta, no sin antes ponerla una vez más, solo para que Robin la detenga y le grita que la noche dejó de brillar. Chico Bestia le dice que es por su propio bien, y Starfire le dice que les preocupa que no pueda hacer nada sin ayuda de la canción. Cyborg les grita que no puede, y Robin le da un frasco de pepinillos y lo reta a abrirlo sin la canción. A Cyborg le cuesta, hasta que unos pocos intento se cansa y se rinde. Raven y Robin, se impresionan al ver lo sucedido, y Robin le dice que pasaría si su equipo estuviera en peligro.
De repente, la alerta de crimen suena, es Cerebro. Todos los titanes van al elevador, excepto Cyborg, que es suspendido hasta que abra el frasco de pepinillos sin ayuda de la canción, y se van. Él se propone a hacerlo, pero todo es en vano.
Pasan cuatro días y Cyborg aún no lo puede abrir. De repente, la alarma suena, y es que Cerebro capturó a los titanes. Ellos necesitan su ayuda, pero el piensa que no lo logrará porque no puede sin la canción. Sin embargo, ve a un halcón marrón que construye un nido rápidamente, mientras este canta la canción. Cyborg se da cuenta de que por escuchar la canción tantas veces, inspiró al halcón a construir su nido más rápido. Este toma valor y pone la canción, abre el frasco de pepinillos, se come uno y volvemos con la animación y el mundo diferente. Esta vez Cyborg tiene una bicicleta mejorada eléctricamente y va en busca de sus amigos.
En la guarida de Cerebro, los titanes están encerrados en jaulas. Robin ve con horror como Cerebro sale de su pit hydrolift, con una nueva tecnología, y traje de araña.
Mientras se dirige a la guarida, un lobo se procede a atacarlo, lanzándose sobre Cyborg, pero este lo transforma en su bandolera, después se encuentra con un monstruo gigantesco negro, que hace pivotar en él con una espada enorme. Cyborg sube sobre su espada y su brazo, y transforma su bicicleta a un caballo metálico, y galopa sobre el monstruo, carga su puño y le destruye la cabeza.
Cerebro ve todo lo sucedido, y manda a su ejército de zombis que parecen unos RockStars también, para detener a Cyborg. Ellos se enfrentan en el aire, y los zombis lanzan laseres verdes, y Cyborg se protege con un campo de fuerza. El águila dorada antes mencionada aparece para darle una katana, que emite un destello de energía azul, desintegrando a los zombis.
Cyborg entra por el techo de la guarida, solo para ser empujado por Monsieur Mallah, el cual hace que se le salga el casete, para que Cerebro lo tome y lo destruye. Esto hace que la animación y el universo diferente desparezca, volviendo a la normalidad.
Cerebro les enseña a los titanes a Cyborg derrotado sin su música. Robin y Starfire empiezan a cantar la canción, y Raven y Chico Bestia los acompañan. Esto hace que Cyborg se regenere lentamente, y se levanta, Mallah le da una cachetada, pero este se inmuta, le da otra cachetada, ya en la tercera, Cyborg lo toma, lo tira y lo derrota.
Los titanes siguen cantando la canción, y Cyborg se regenera totalmente, para volver a la animación y universo diferente. Se transforma en un camión de 18 ruedas, y se enfrenta con Cerebro. Cyborg lo aplasta y gana la batalla. Starfire le pregunta que es eso, y el le responde que se llama Cyborgamous Prime. Saca a sus amigos de las jaulas, y terminan galopando en caballos metálicos con el fondo de la portada del álbum de The Night Begins To Shine.

## Estrenos
En Estados Unidos se estrenó el 25 de octubre del 2015, y en Latinoamérica el 23 de mayo del 2016.

## Audiencia
En Estados Unidos obtuvo una audiencia del 1.53.

## Recepción
Como es común en esta serie, las reseñas son negativas o mixtas. Sin embargo, este episodio recibió la aclamación de la crítica, e incluso de los fanes de la serie del 2003. Muchas personas afirman que este es el mejor episodio de la serie; afirman que el estilo de animación y el arte diferente son muy buenos, y que así debería de ser en la serie en sí. Dicen que este episodio es bueno porque muestra lo que la serie puede llegar a hacer: algo más que chistes e imágenes repugnantes, y que esperan que haya otro episodio así de similar en la serie.